# عبد الملك بن علاق
عبد الملك بن علاق راوي حديث مجهول من صغار التابعين. روى له الترمذي.

## روايته للحديث النبوي
- روى عن: أنس بن مالك.
- روى عنه: عَنْبَسَةَ بْنِ عَبْدِ الرَّحْمَنِ الْقُرَشِيِّ.[1]
- الجرح والتعديل: روى له الترمذي حديثًا واحدًا عن أنس.[1]